# Česká tabule
Česká tabule je geomorfologická subprovincie (též soustava) v severních a východních Čechách a na severozápadní Moravě. Na severu a na východě je ohraničena Krkonošsko-jesenickou soustavou, na jihu je omezena Českomoravskou soustavou a Poberounskou soustavou, na západě Krušnohorskou soustavou. Nejvyšším bodem je Ralsko se 698 metry nad mořem. Území České tabule tvoří většinu geologické jednotky Česká křídová pánev.

## Parametry
Česká tabule se rozkládá na území 11 241 km2. Střední nadmořská výška je 279,8 m. Celková dálka je 228 km. Žádnou svojí částí se tabule nedotýká státní hranice. Nejzápadnější část se nachází v okrese Louny, nejvýchodnější v okrese Svitavy, nejsevernější v okrese Česká Lípa a nejjižnější v okrese Blansko.

## Charakter území
Je to tabule tvořená křídovými horninami, které ve středních částech jsou uloženy horizontálně až subhorizontálně a na okrajích zdviženy (kuesty). V kvádrových pískovcích jsou skalní města s četnými tvary zvětrávání a odnosu pískovců a pseudokrasovými tvary (izolované skály, skalní mísy, voštiny apod.), vedle strukturních povrchů vázaných na odolnější vrstvy se vyskytují i zarovnané povrchy (pedimenty, kryopedimenty), nad plochý povrch se zvedají svědecké vrchy (stolové hory) a neovulkanické tvary. Osu tvoří údolí Labe, údolí přítoků mají neckovitý tvar.

## Geomorfologické členění
Subprovincie Česká tabule (dle značení Jaromíra Demka VI) se člení dále na tyto oblasti (též podsoustavy) a celky:
- VIA Severočeská tabule
  - VIA-1 Ralská pahorkatina – Ralsko (698 m n. m.)
  - VIA-2 Jičínská pahorkatina – Sokol (562)

- VIB Středočeská tabule
  - VIB-1 Dolnooharská tabule – Říp (461)
  - VIB-2 Jizerská tabule – Rokytská horka (410)
  - VIB-3 Středolabská tabule – střední výška 215

- VIC Východočeská tabule
  - VIC-1 Východolabská tabule – Na šancích (352)
  - VIC-2 Orlická tabule – U rozhledny (454)
  - VIC-3 Svitavská pahorkatina – Baldský vrch (693)[2][3]

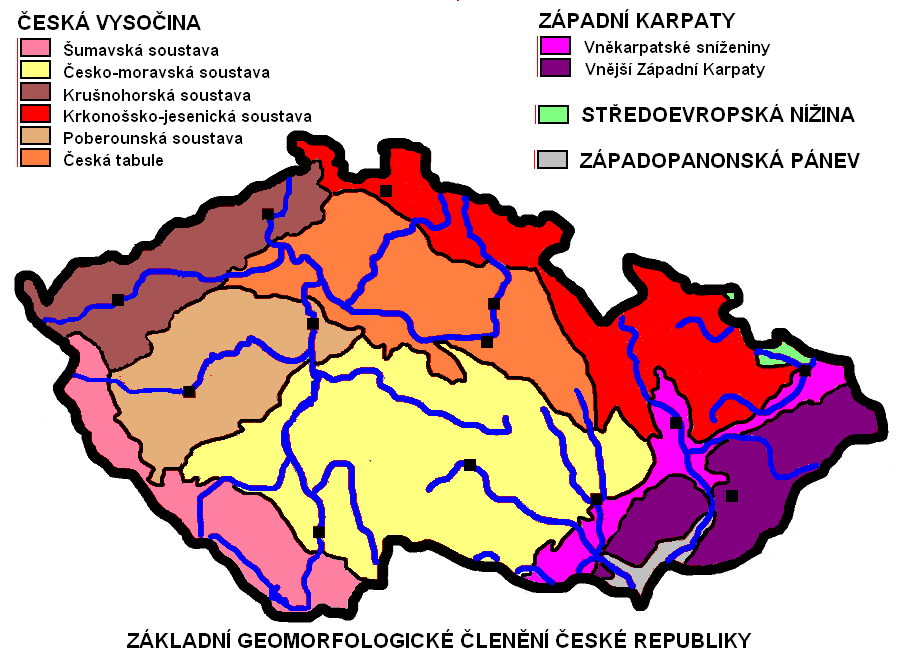
Geomorfologické členění České republiky.